# Josh Lakatos
Joshua David „Josh“ Lakatos (* 24. März 1973 in Pasadena) ist ein ehemaliger US-amerikanischer Sportschütze.

## Erfolge
Josh Lakatos nahm im Trap an den Olympischen Spielen 1996 in Atlanta und 2000 in Sydney teil. 1996 erreichte er das Finale, das er mit 147 Punkten hinter Olympiasieger Michael Diamond abschloss. Im Stechen um die Silbermedaille setzte er sich gegen Lance Bade durch. Vier Jahre später kam er nicht über den 16. Platz hinaus. Bereits 1993 wurde Lakatos in Barcelona im Doppeltrap Weltmeister und sicherte sich mit der Mannschaft zudem die Silbermedaille. Mit der Trap-Mannschaft gewann er 1995 in Nikosia Bronze und 2001 in Kairo Silber.